# Arroyo Palma Sola Grande
El arroyo Palma Sola Grande es un curso de agua uruguayo, ubicado en el departamento de Artigas, perteneciente a la cuenca hidrográfica del río Uruguay. 
Nace en la cuchilla de Belén, cerca de la localidad de Baltasar Brum y discurre con rumbo suroeste hasta desembocar en el Arroyo Yacuy al norte de la ciudad de Belén, en el embalse formado por la represa de Salto Grande. Su principal afluente es el Arroyo Palma Sola Chico por la margen izquierda.